# Tricalysia pynaertii
Tricalysia pynaertii är en måreväxtart som beskrevs av De Wild.. Tricalysia pynaertii ingår i släktet Tricalysia och familjen måreväxter. Inga underarter finns listade i Catalogue of Life.